# Cijeruk (Cijeruk)
Cijeruk is een bestuurslaag in het regentschap Bogor van de provincie West-Java, Indonesië. Cijeruk telt 8558 inwoners (volkstelling 2010).